# Ежовник (семейство Злаки)
Ежо́вник, Куриное просо (лат. Echinóchloa) — род травянистых растений семейства Злаки (Poaceae).
Род включает около 35 видов трав, во флоре России 6—7 видов, в средней полосе России 3—4, среди которых — ежовник обыкновенный (Echinochloa crus-galli), ежовник рисовидный (Echinochloa oryzoides). В тропической Африке и Азии произрастает Echinochloa stagnina.
Представители рода — крупные однолетники. Характеризуются наличием метельчато-лопастного соцветия и отсутствием язычка в месте перехода пластинки листа во влагалище.

## Хозяйственное значение и применение
Представители рода обычно произрастают на хорошо увлажнённых почвах.  
Некоторые ежовники широко распространённые сорняки полевых культур, дающие значительные по массе заросли, особенно ежовник обыкновенный. В молодом состоянии служат хорошими кормовыми растениями.
Два вида иногда культивируются как второстепенные злаки, имеют пищевое применение — дают крупу типа пшена и кормовое — зелёный корм, сено и зерно для скота и птицы. Зерно также используется для выгонки спирта, а зола растений может заменять соль.
В Корее пайза (Echinochloa frumentacea) употребляется в пищу. Из него приготовляют кашу, а также тток, традиционное блюдо корейской кухни.
В Японии употребление ежовника почти прекратилось после 1880-х годов, в XX веке он культивировался для употребления в пищу только в префектуре Иватэ.

## Таксономия
Echinochloa P.Beauv., Ess. Agrostogr. 53, 161. 1812.

### Синонимы
- Tema Adans., Fam. Pl. (Adanson) 2: 496. 1763.
- Ornithospermum Dumoulin, in Durande, Fl. Bourgogne 1: 495. 1782.

### Виды
- Echinochloa brevipedicellata (Peter) Clayton
- Echinochloa callopus (Pilg.) Clayton
- Echinochloa chacoensis Michael ex Renvoize
- Echinochloa colona (L.) Link — Ежовник крестьянский[5]
- Echinochloa crus-galli (L.) P.Beauv. typus[1] — Ежовник обыкновенный, или петуший, или Куриное просо, или Петушье просо, или Мышей[5]
- Echinochloa crus-pavonis (Kunth) Schult. — Ежовник павлиний[5]
- Echinochloa elliptica P.W.Michael & Vickery
- Echinochloa esculenta (A.Braun) H.Scholz
- Echinochloa frumentacea Link — Ежовник хлебный, или Японское просо, или Лайза, или Пайза[5]
- Echinochloa glabrescens Munro ex Hook. f.
- Echinochloa haploclada (Stapf) Stapf
- Echinochloa helodes (Hack.) Parodi
- Echinochloa holciformis (Kunth) Chase
- Echinochloa inundata Michael & Vickery
- Echinochloa jaliscana McVaugh
- Echinochloa jubata Stapf
- Echinochloa kimberleyensis P.W.Michael & Vickery
- Echinochloa lacunaria (F.Muell.) Michael & Vickery
- Echinochloa macrandra P.W.Michael & Vickery
- Echinochloa muricata (P.Beauv.) Fernald
- Echinochloa obtusiflora Stapf
- Echinochloa oplismenoides (E.Fourn.) Hitchc.
- Echinochloa oryzoides (Ard.) Fritsch — Ежовник рисовидный
- Echinochloa paludigena Wiegand
- Echinochloa picta (K.D.Koenig) P.W.Michael
- Echinochloa pithopus Clayton
- Echinochloa polystachya (Kunth) Hitchc.
- Echinochloa praestans P.W.Michael
- Echinochloa pyramidalis (Lam.) Hitchc. & Chase — Ежовник пирамидальный[5]
- Echinochloa rotundiflora Clayton
- Echinochloa stagnina (Retz.) P.Beauv.
- Echinochloa telmatophila Michael & Vickery
- Echinochloa turneriana (Domin) J.M.Black
- Echinochloa ugandensis Snowden & C.E.Hubb.
- Echinochloa walteri (Pursh) A.Heller